# Littorina
Littorina es un género de moluscos gasterópodos de la familia Littorinidae. Estos pequeños caracoles marinos viven en el piso mesolitoral de playas rocosas. 
En Europa hay cerca de nueve especies, una de las cuales es la rugosa, Littorina saxatilis (Oliv1 1792). Littorina tenebrosa (Montagu 1802) es vista como una especie distintiva. Los análisis de ADN muestran que hay significativa diferenciación genética - aunque no la suficiente para considerarla una sp. diferente.
Littorina ha dado su nombre al  mar Littorina, el precursor geológico del mar Báltico.

## Especies
- Littorina angulifera
- Littorina araucana
- Littorina aspera
- Littorina cincta
- Littorina coccinea
- Littorina fasciata
- Littorina flava
- Littorina intermedia
- Littorina lineolata
- Littorina littorea
- Littorina meleagris
- Littorina mespillum
- Littorina neritoides
- Littorina nigrolineata
- Littorina obtusata
- Littorina peruviana
- Littorina pintado
- Littorina planaxis
- Littorina punctata
- Littorina saxatilis
- Littorina scutulata
- Littorina sitkana
- Littorina striata (ahora sinónimo de Tectarius striatus)[2]
- Littorina unifasciata antipodum
- Littorina varia
- Littorina zebra
- Littorina ziczac